# Zhi Cong Li
Peter Li Zhi Cong (Hongkong, 25 augustus 1993) is een Chinees autocoureur.

## Carrière
Li begon zijn autosportcarrière in 2009 in de Aziatische Formule Renault, waarin hij voor het PTRS Team met twee vierde plaatsen op het Zhuhai International Circuit als beste resultaat op de zesde plaats eindigde met 125 punten. Daarnaast eindigde hij in het kampioenschap voor Aziatische coureurs als tweede met 214 punten. Dat jaar maakte hij ook zijn Formule 3-debuut in het laatste raceweekend op de Sandown Raceway in de Nationale A-klasse van het Australische Formule 3-kampioenschap voor het team R-Tek Motorsport Services.
In 2010 bleef Li in de Aziatische Formule Renault rijden voor PTRS, waarbij hij op Zhuhai zijn eerste overwinning behaalde. Ndat hij na twee raceweekenden overstapte naar het Asia Racing Team, behaalde hij nog een tweede plaats op Zhuhai, waardoor hij met 134,5 punten als vijfde in het kampioenschap eindigde. Daarnaast werd hij derde in het kampioenschap voor Aziatische coureurs met 159,5 punten.
In 2011 nam Li deel aan de eerste twee raceweekenden van de Aziatische Formule Renault voor het Asia Racing Team. Met twee tweede plaatsen op Zhuhai eindigde hij als achtste in het kampioenschap met 72 punten, terwijl hij in het kampioenschap voor Aziatische coureurs zevende werd met 88 punten.
In 2012 keerde Li terug in de eerste twee raceweekenden van de Aziatische Formule Renault voor het Asia Racing Team. Hij won één race op Zhuhai en eindigde met 89 punten als vijfde in het kampioenschap. Daarnaast reed hij in het Chinese GT-kampioenschap voor hetzelfde team. Met drie overwinningen en vijf andere podiumplaatsen eindigde hij als tweede in het kampioenschap met 138 punten.
In 2013 maakte Li zijn debuut in het Britse Formule 3-kampioenschap tijdens het raceweekend op Brands Hatch voor het team Carlin. Hij eindigde de races als elfde, twaalfde en tiende, waardoor hij als dertiende in het kampioenschap eindigde met 7 punten. Ook kwam hij opnieuw uit in het Chinese GT-kampioenschap, waarin hij als vierde eindigde.
In 2014 keerde Li voor één raceweekend terug in de Aziatische Formule Renault voor het Asia Racing Team. Hij eindigde het kampioenschap als elfde. Daarnaast reed hij fulltime in de Britse Formule 3 voor Carlin, waarin hij met drie podiumplaatsen vijfde in het kampioenschap werd met 118 punten.
In 2015 maakte Li zijn debuut in het Europees Formule 3-kampioenschap voor het team Fortec Motorsports. Tijdens het seizoen miste hij vier raceweekenden vanwege familieproblemen, waarvoor hij terug moest naar China. Hierna keerde hij terug in het kampioenschap en werd, met een negentiende plaats op het Autódromo Internacional do Algarve als beste resultaat, 37e in het kampioenschap zonder punten.
In 2016 blijft Li rijden in de Europese Formule 3, maar keert terug naar zijn oude team Carlin.